# Colares (fiume)
Il fiume Colares (in portoghese Ribeira o Rio de Colares) è un corso d'acqua che scorre in Portogallo, essenzialmente tra Chão de Meninos, Lourel e Sintra. Si tratta di uno dei fiumi principali del comune di Sintra, in quanto drena una pianura alluvionale agricola attraverso la quale si estende una grande varietà di campi coltivati da est a ovest. Conta ben 179 affluenti, tra cui in particolare si distinguono i torrenti Portela, Pena, Almagre, Morelinho, Sintra, Capuchos, Nafarros, Mucifal, Urca e Janas.